# Diapoma obi
Cyanocharax obi es una especie de peces Characiformes, perteneciente a la familia Characidae. Es una especie reconocida científicamente en el año 2012.

## Localización
Esta especie se localiza en los arroyos tributarios del río Paraná, provincia de Misiones, Argentina. 